# Frederick F. Houser
Frederick Francis Houser (* 14. November 1904 in Los Angeles, Kalifornien; † 25. Dezember 1989) war ein US-amerikanischer Politiker. Zwischen 1943 und 1947 war er Vizegouverneur des Bundesstaates Kalifornien.

## Werdegang
Frederick Houser, der Sohn eines Richters, absolvierte die Garfield Grammar School und danach im Jahr 1922 die Alhambra High School. Bis 1926 studierte er an der University of California in Los Angeles. Nach einem anschließenden Jurastudium an der Harvard University und seiner 1930 erfolgten Zulassung als Rechtsanwalt begann er in Los Angeles und dann in Alhambra in diesem Beruf zu arbeiten. Gleichzeitig schlug er als Mitglied der Republikanischen Partei eine politische Laufbahn ein. Zwischen 1931 und 1933 saß er in der California State Assembly. In den Jahren 1932, 1934, und 1936 bewarb er sich erfolglos um einen Sitz im US-Repräsentantenhaus. Von 1939 bis 1943 gehörte er erneut dem Staatsparlament an.
1942 wurde Houser an der Seite von Earl Warren zum Vizegouverneur von Kalifornien gewählt. Dieses Amt bekleidete er zwischen 1943 und 1947. Dabei war er Stellvertreter des Gouverneurs und Vorsitzender des Staatssenats. Im Jahr 1944 kandidierte er erfolglos für einen Sitz im US-Senat. Ab 1946 war er Richter am Superior Court seines Staates. Seit 1942 fungierte er auch als Direktor bei der First Federal Savings and Loan Association of Alhambra. Außerdem war er Mitglied zahlreicher anderer Vereinigungen und Organisationen. Für einige Zeit lehrte er in Harvard politische Wissenschaften. Er starb am 25. Dezember 1989.